# Jerichow
Jerichow [ˈjeːʁɪço] är en stad i Tyskland, belägen i Landkreis Jerichower Land i förbundslandet Sachsen-Anhalt, omkring 20 km sydost om Stendal och 100 km väster om Berlin. Staden har sina nuvarande kommungränser sedan 2010, då den slogs ihop med grannkommunerna Brettin, Demsin, Kade, Karow, Klitsche, Nielebock, Redekin, Roßdorf, Schlagenthin, Wulkow och Zabakuck i den nya staden Jerichow. Staden är berömd för sitt historiska kloster, Kloster Jerichow, och har givit namn åt det administrativa länet Landkreis Jerichower Land.

## Geografi
Med en yta på 269,91 km² (2014) är Jerichow en av Tysklands till ytan största kommuner. Staden ligger vid en äldre flodarm av floden Elbe, 3 km öster om den nuvarande flodfåran.

### Administrativ indelning
Följande orter utgör Ortsteile (kommundelar) i Einheitsgemeinde Stadt Jerichow:
| - Annenhof - Altbellin - Altenklitsche - Belicke - Blockdamm - Brettin - Dreihäuser - Dunkelforth - Elisenau - Grossdemsin - Grosswulkow - Güssow - Hahnenhütten | - Havemark - Hohenbellin - Jungviehhof - Kade - Kader Schleuse - Karow - Kleindemsin - Kleinmangelsdorf - Kleinwulkow - Kleinwusterwitz - Klietznick - Kuxwinkel - Mangelsdorf | - Neubuchholz - Neue Hütten - Neuenklitsche - Neuredekin - Nielebock - Redekin - Rossdorf - Scharteucke - Schlagenthin - Seedorf - Steinitz - Werdershof - Zabakuck |

## Historia
Orten omnämns första gången 1144 i samband med grundandet av Kloster Jerichow, i ett dokument där den tysk-romerske kungen Konrad III gav sitt samtycke. Året därpå kom de första munkarna från Premonstratensorden till Jerichow. Redan 1148 valde man att flytta klostret ut från ortskärnan till en mer avskild plats i ortens norra utkant, där klostret än idag ligger. Klosterkyrkan uppfördes mellan 1149 och 1172 och tillhör de viktigaste byggnaderna i den tegelromanska stilen i Tyskland. Staden fick stadsrättigheter under 1200-talet. År 1336 förstördes staden nästan helt av en flodöversvämning i Elbe.
Staden införde reformationen 1530 och 1552 sekulariserades klostret, som delvis omvandlades till ett gods tillhörande kurfurstarna av markgrevskapet Brandenburg. Staden plundrades och förstördes till stor del 1631 under trettioåriga kriget. Från 1680 tillhörde staden hertigdömet Magdeburg. Under 1700-talet grundades den nya stadsdelen Neustadt.
År 1853 till 1856 restaurerades klosterkyrkan av Ferdinand von Quast på initiativ av kung Fredrik Vilhelm IV av Preussen. På 1870-talet användes klosterbyggnaderna som bryggeri och brännvinsbränneri. Under samma period skedde en större restaurering av klosterkyrkan för att återställa den till ursprunglig romansk stil.

## Kommunikationer
Staden ligger vid den nord-sydliga förbundsvägen Bundesstrasse 107 (Pritzwalk - Chemnitz).
De tidigare regionala järnvägslinjerna mot Genthin, Schönhausen (Elbe) och Güssow är sedan 1999 nedlagda och staden har idag endast kollektivtrafikförbindelse med buss, mot bland annat Tangermünde, Burg bei Magdeburg och Genthin.

## Kända Jerichowbor
- Sylvester Groth (född 1958), skådespelare.
- Udo von Tresckow (1808-1885), preussisk infanterigeneral.